# 고리 무리
고리 무리(ring strain) 또는 고리 긴장은 고리의 결합각이 너무 좁거나 넓거나, 고리 구조로 인해 생기는 무리를 가리킨다. 원인은 각무리(angle strain)외에도 비틀림 무리(torsional strain) 있다.

## 같이 보기
- 브레트 규칙(Bredt's rule)